# Enigma (videogioco)
Enigma è un videogioco rompicapo distribuito sotto la licenza GPL. Il suo predecessore, sul quale è basato, Oxyd, è stato un videogioco molto popolare finché è stato disponibile in commercio. Ora che Oxyd non viene più distribuito né mantenuto, Enigma ne ha raccolto l'eredità e viene sviluppato come software libero.

## Modalità di gioco
Il gioco consiste nel manovrare una biglia (talvolta più di una) in uno "scenario" (landscape) in modo da accoppiare opportunamente delle "pietre" (oxyd stone) marcate con un determinato colore. Il gioco contiene inoltre degli oggetti e delle caratteristiche il cui scopo non è esplicitamente spiegato e di cui il giocatore deve capire l'utilizzo per poter risolvere lo scenario.
Gli scenari sono solitamente dei rompicapi logici da risolvere, anche se spesso è necessaria una certa destrezza con il dispositivo di puntamento (mouse o tastiera). Gli scenari sono generati attraverso degli script scritti in Lua, ciò rende relativamente facile la stesura di scenari anche complessi.
Oltre agli scenari standard espressamente progettati per esso, Enigma include 11 scenari tutorial, 149 scenari adattati da vari giochi Sokoban, 120 scenari adattati da Oxyd e 91 scenari adattati da Esprit, il predecessore di Oxyd, per un totale di più di 900 scenari.
Inoltre Enigma può leggere e usare gli scenari dei file originali di Oxyd.
Attualmente Enigma non supporta il gioco collaborativo in rete tra due giocatori che era disponibile con alcune versioni di Oxyd, anche se la maggior parte degli scenari a due giocatori sono disponibili per il giocatore singolo.
Enigma è compilato per Mac OS, GP2X, Microsoft Windows, e Linux.